# 莱马伊
莱马伊（法語：Les Maillys，法語發音：[le maji]）是法国科多尔省的一个市镇，位于该省东南部，属于第戎区。

## 地理
莱马伊（47°8'13"N, 5°20'24"E）面积29.79 平方千米，位于法国勃艮第-弗朗什-孔泰大區科多尔省，该省份为法国中东部省份，北起奥布省，西接涅夫勒省和约讷省，南至索恩-卢瓦尔省，东南接汝拉省，东临上索恩省，东北部与上马恩省接壤。
与莱马伊接壤的市镇（或旧市镇、城区）包括：蓬村、索恩河畔拉佩里耶尔、圣塞纳昂巴什、索恩河畔圣桑福里安、蒂勒奈、特鲁昂、欧克索讷、尚多特尔、埃什农、弗拉热莱索克索讷、拉贝热芒-莱索克索讷。

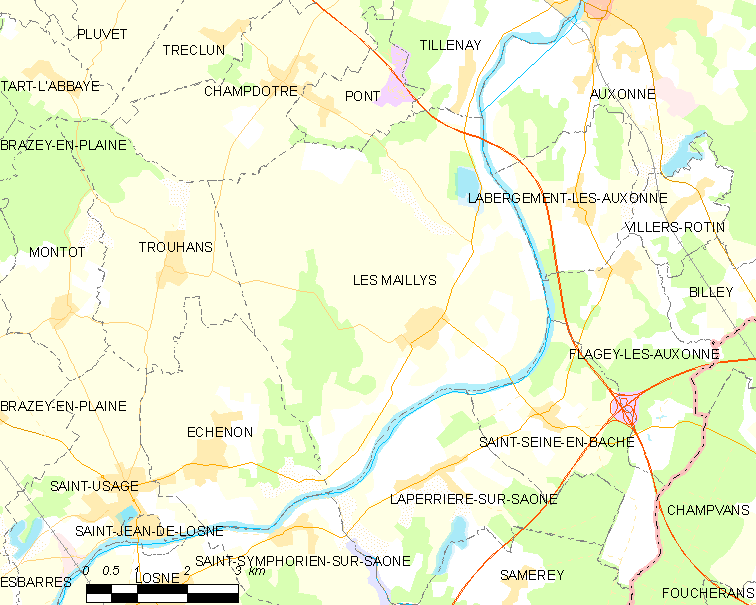
莱马伊的OSM定位图

莱马伊的时区为UTC+01:00、UTC+02:00（夏令时）。

## 行政
莱马伊的邮政编码为21130，INSEE市镇编码为21371。

## 政治
莱马伊所属的省级选区为欧克索讷县。

## 人口

1962-2008年间莱马伊人口变化图示

莱马伊于2022年1月1日时的人口数量为797人。